# Camarosporula
Camarosporula är ett släkte av svampar. Camarosporula ingår i klassen Dothideomycetes, divisionen sporsäcksvampar och riket svampar.